# Economia Regatului Unit

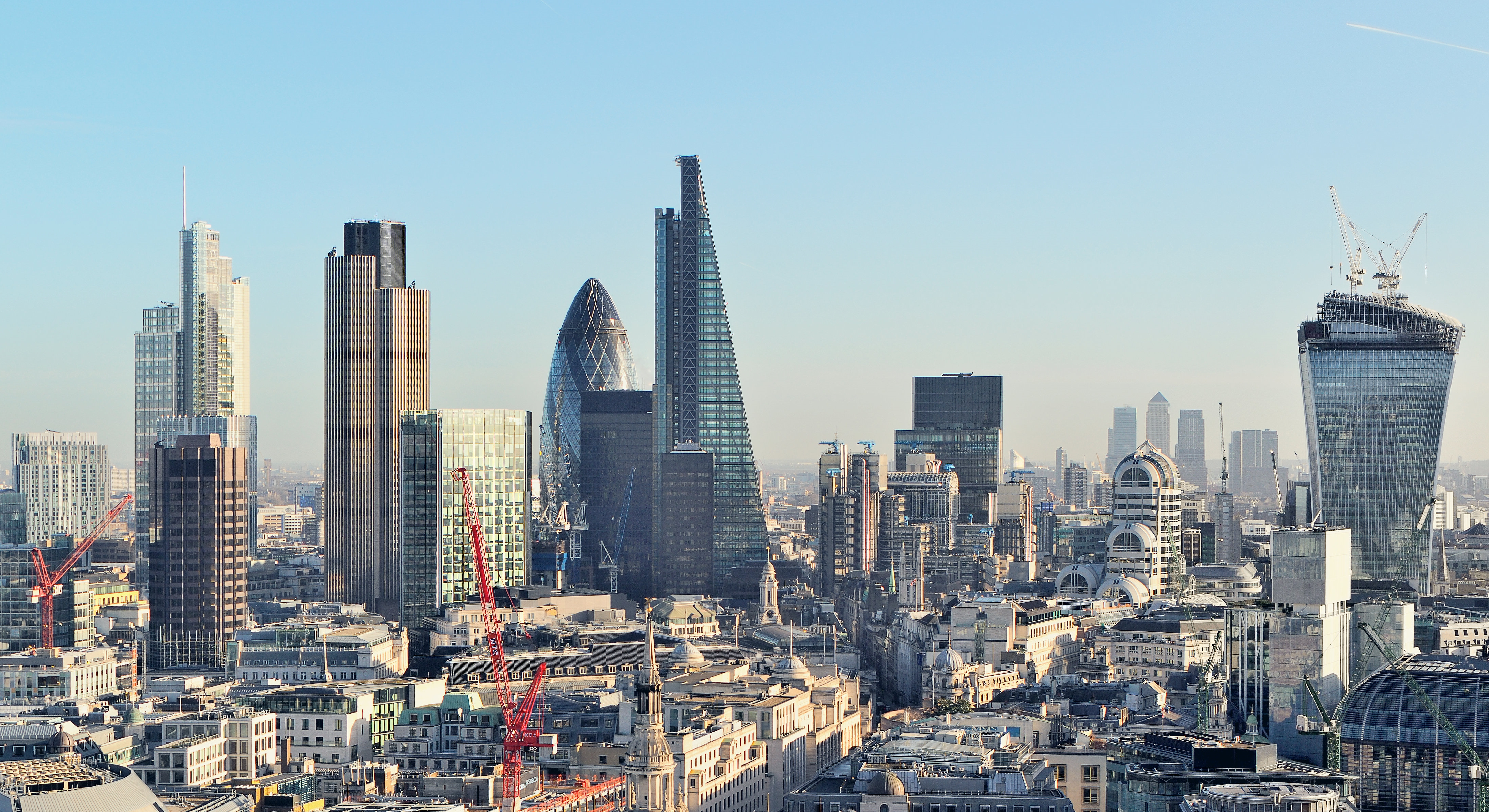
City of London este unul din cele mai mari din lume

Regatul Unit are o economie de esență capitalistă (a patra ca mărime din lume), și este un centru comercial și financiar de frunte al lumii. În ultimele decenii, guvernul s-a angajat în privatizări majore și a crescut cheltuielile cu protecția socială.
Agricultura este intensivă, puternic mecanizată și foarte eficientă după standardele europene, producând 60% din necesarul de hrană cu doar 1% din populația activă. Regatul Unit deține mari rezerve de energie constând în cărbune, gaze naturale și petrol (ultimele două exploatate din Marea Nordului). Producția de energie contribuie la PIB cu 10%, una din cele mai ridicate rate din toate statele industrializate.
Serviciile contribuie la PIB în proporția cea mai însemnată, îndeosebi serviciile bancare, de asigurări și de consultanță de afaceri. Ponderea industriei continuă să scadă, cu toate că Regatul Unit rămâne cel mai important fabricant european de armament, produse din petrol, computere, televizoare și telefoane mobile. Turismul ocupă și el un loc important, Regatul Unit fiind a șasea destinație turistică din lume ca popularitate, cu 24 milioane de turiști pe an.
Regatul Unit a devenit, în 2007, cel mai mare exportator de echipamente militare din lume. Regatul Unit a câștigat din exportul de armament 10 miliarde de GBP în 2007, deținând, astfel, o cotă de 33% din exporturile mondiale de armament, peste cota deținută de Statele Unite.
Piața autovehiculelor noi din Regatul Unit a fost de peste două milioane de mașini în anul 2010.
În iunie 2008, rata șomajului a fost de 5,3%, iar, potrivit estimărilor companiei de consultanță Capital Economics, rata șomajului din Regatul Unit  ar fi putut ajunge la 8% până în 2010, ceea ce nu s-a adeverit..
În anul 2009, investițiile străine directe în Regatul Unit au fost de 45,6 miliarde de dolari.
Legislația laxă care reglementează activitățile companiilor din Marea Britanie a făcut din această țară o destinație atractivă pentru crima organizată. Discreția de care beneficiază directorii de companii în Marea Britanie obstrucționează, de asemenea, încercările de a-i identifica pe beneficiarii reali ai acestei scheme.
Marea Britanie are probabil unul dintre cele mai corupte sisteme economice și financiare din lume, în contextul în care, anual, pe teritoriul britanic există tranzacții de spălare de bani în valoare de 57 miliarde de lire sterline (75 miliarde de euro).
În anul 2015, Agenția națională britanică pentru combaterea infracționalității (NCA) a publicat un raport care ajungea la următoarea concluzie: "În fiecare an, oricare 100 de miliarde de dolari proveniți din activități ilegale în mod sigur vor ajunge în circuitul legal prin bănci din Marea Britanie".